# Doreen Montalvo
Doreen Montalvo (Bronx, Nueva York, 1964 - 17 de octubre de 2020) fue una actriz estadounidense de cine, teatro y televisión, reconocida por su trayectoria en el teatro de Broadway y por su participación en series como The Good Wife y Madam Secretary.

## Biografía
Montalvo nació en El Bronx de Nueva York en 1964. Debutó a mediados de la década de 2000, registrando apariciones en series de televisión como La ley y el orden, Madam Secretary, Smash, Elementary y The Good Wife. Activa en el teatro, la actriz participó en varias obras en el circuito de Broadway, entre las que destaca la adaptación del musical latino In the Heights. En 2020 se anunció su participación en el remake del largometraje West Side Story, pero a causa del aislamiento generado por la pandemia del COVID-19 el proyecto debió ser retrasado.

### Enfermedad y fallecimiento
En septiembre de 2020 la actriz sufrió un derrame cerebral y permaneció hospitalizada hasta su fallecimiento el 17 de octubre de 2020, a los cincuenta y seis años.

## Filmografía destacada

### Cine y televisión
- 2020 - West Side Story
- 2021 - In the Heights
- 2019 - Madam Secretary
- 2015 - Elementary
- 2013 - Jack, Jules, Esther & Me
- 2013 - Tracked
- 2013 - The Tale of Timmy Two Chins (cortometraje)
- 2012 - Smash
- 2010 - The Good Wife
- 2010 - One Life to Live
- 2006 - Law & Order